# Édouard-François André
Édouard François André (Bourges, 17 de julho de 1840 – Croix-en-Touraine, 25 de outubro de 1911) foi um horticultor e paisagista francês, ganhando notoriedade por ter concebido os parques de Monte Carlo e de Montevidéu.

## Biografia
Nascido numa família de modestos viveiristas, Édouard André assumiu em 1860 o cargo de jardineiro principal (diretor de jardinagem) no Serviço dos Passeios da Cidade de Paris, ao lado de Jean-Pierre Barillet-Deschamps. Participou com a cooperação de Adolphe Alphand e Barão Haussmann no replanejamento da cidade. Durante oito anos de serviço público projetou e plantou vários espaços públicos, incluindo o Parque Buttes-Chaumont e os Jardins das Tulherias. Com a ajuda da crítica Jules Janin ( da qual era ocasionalmente secretário ) e de George Sand publicou um artigo sobre os jardins de Paris no "Paris-Guide" de 1867.
Premiado num concurso organizado pela cidade de Liverpool (Inglaterra) para a criação do Parque Sefton em 1866, iniciou uma carreira liberal que o levou a trabalhar como paisagista por toda a Europa, quer para encomendas públicas, quer para encomendas privadas.
Durante sua vida, projetou em torno de 100 parques públicos e ainda Jardins ingleses, principalmente na Europa. Levou vinte anos para transformar numa coroa verde antigas fortificações da cidade de Luxemburgo. Criou também, o Campo de Março de Montpellier (França), o jardim público de Cognac (França), o rosarium de L'Haÿ-les-Roses (França), o jardim do Palácio de Euxinograd (Bulgária), o jardim Funchal na ilha da Madeira (Portugal), o jardim do castelo de Weldham em Hof van Twente (Países Baixos) e os jardins Borghese em Roma (Itália). Além disso planejou jardins no Império Russo, na Áustria-Hungria, Suíça, na Dinamarca, na Inglaterra, Uruguai e outros.
Os parques privados planejados por André incluem 4 jardins ingleses na Lituânia, em residências nobres de Tyszkiewicz, como em Lentvaris, Trakų Vokė (atual Paneriai elderate do município da cidade de Vilnius), Užutrakis (Trakai) e o mais bonito parque da Lituânia, o Parque Botânico Palanga. Estes parques têm muitas características diferentes daquelas usadas por André em seus outros parques, principalmente na colocação harmoniosa e arranjo agradável de grutas artificiais, cascatas, estruturas de pedras imitando montanhas, emprego natural das águas como riachos e lagoas, e panoramas.
Era um especialista em jardins ingleses do século XIX, particularmente os jardins com partes côncava munidos de pontes e escadas feitos de troncos modelados.
Foi editor-chefe da revista Illustration Horticole de propriedade do horticultor belga Jules Linden, recebendo a incumbência de efetuar uma exploração botânica-hortícola de dois anos (1875-1876) para os Andes, de onde trouxe numerosas riquezas vegetais.
O exemplar mais notável foi certamente o Anthurium Andreanum ( nomeado em sua honra), atual símbolo da Martinica. O abacaxi (ananás), da família das Bromeliaceae, tornou-se a sua paixão, propondo aos horticultores o cultivo de numerosas novidades ou híbridos procedentes das suas viagens. Foi o terceiro professor de "Arte dos jardins" na Escola Nacional de Horticultura de Versalhes.
Como horticultor e paisagista de reputação, Édouard André foi também o diretor, durante mais de vinte anos, da prestigiada revista Revue Horticole.
Morreu em 1911, sendo enterrado no atual cemitério de Montmartre ( Paris), na sepultura da família do violoncelista Auguste-Joseph Franchomme.

## Obras
- Bromeliaceae Andreanae. Description et Histoire des Bromeliacées récoltées dans la Colombie, l'Ecuador et la Venezuela, Livraria Agrícola, Paris, 1889. Reedição: Big Bridge Press, Berkley CA, 1983.

- Traité général de la composition des parcs et jardins, Masson, Paris, 1879. Reedição: Lafitte Reprints, Marseille, 1983.